# Cucunubá
Cucunubá – miasto w Kolumbii, w departamencie Cundinamarca.